# Zumbo (distrito)
Zumbo ou Zumbu é um distrito da província de Tete, em Moçambique, com sede na povoação de Zumbo. Tem limite, a norte e oeste com a Zâmbia, a sul com o distrito de Magoé e a leste com o distrito de Marávia. 
De acordo com o Censo de 1997, o distrito tinha 33 272 habitantes e uma área de 12 040 km², daqui resultando uma densidade populacional de 2,8 habitantes por km².

## História
Em 1890 e 1891, o Zumbo foi um distrito colonial, tendo, na sua breve existência, apenas um governador, Luís Inácio.

## Divisão administrativa
O distrito está dividido em três postos administrativos (Muze, Zambue e Zumbo), compostos pelas seguintes localidades:
- Posto Administrativo de Muze:
  - Mazamba
  - Minga
  - Muze
- Posto Administrativo de Zambue:
  - Chawalo
  - Kasenga
  - Zambue
- Posto Administrativo de Zumbo:
  - Mirula
  - Mukangadzi
  - Zumbo